# Historia de Jordania

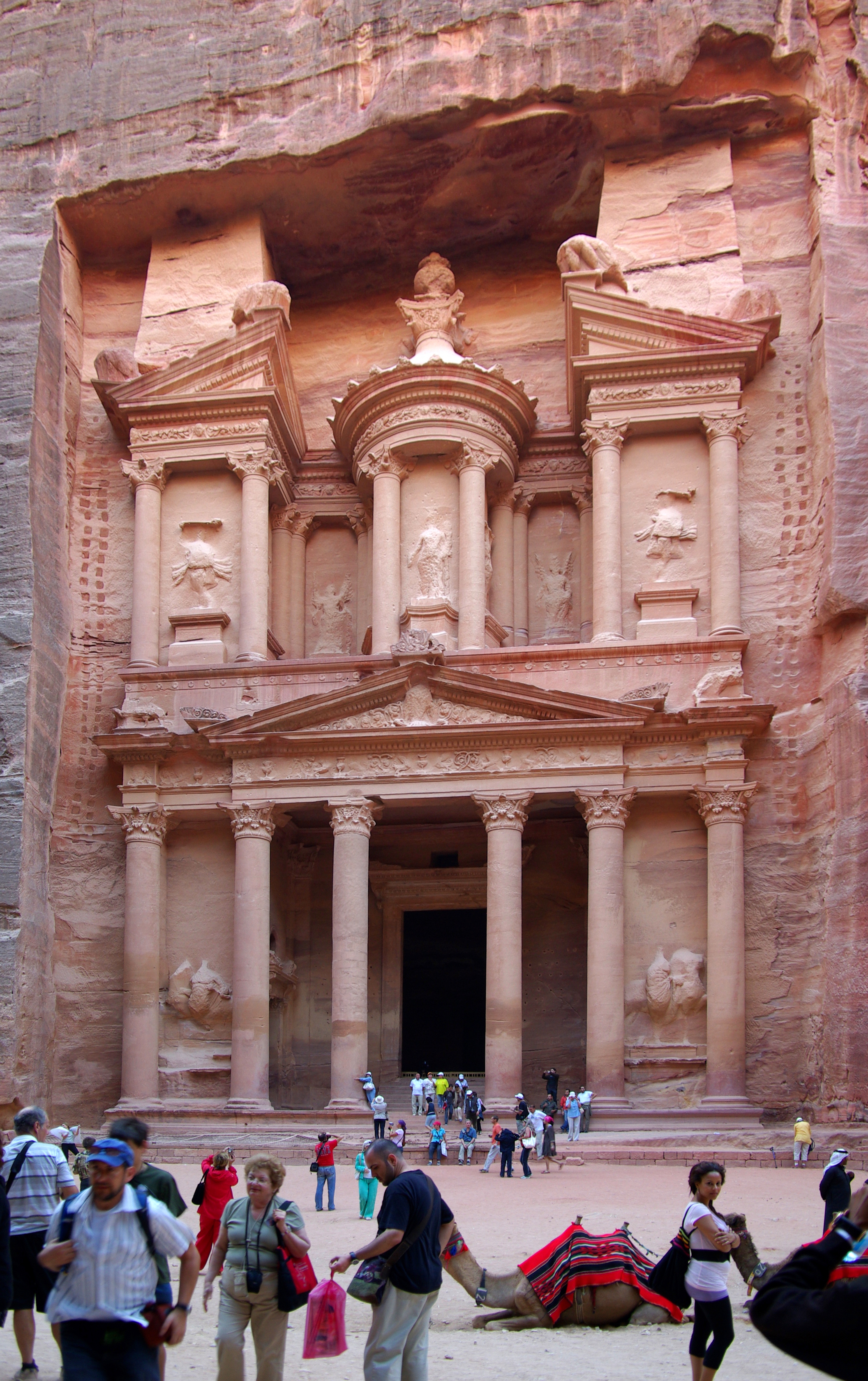
Petra, capital nabatea y de la provincia romana de Arabia Pétrea.

La tierra que llegó a ser Jordania forma parte de la ricamente histórica región Creciente fértil. Su historia comenzó alrededor de 2000 a. C., cuando amoritas semíticos se establecieron alrededor del río Jordán en el área llamada Canaán. Subsecuentes invasores y colonos incluyeron a los hititas, egipcios, nabateos, asirios, babilonios, persas, griegos, israelitas, romanos, árabes musulmanes, cruzados cristianos, mamelucos y a los turcos otomanos.
Aproximadamente, en el 312 a. C., los nabateos se refugiaron en Petra, escapando de los reyes seléucidas. Gozaron de relativa independencia, gracias a la decadencia de la monarquía seléucida, razón por la cual Petra se convirtió en una importante parada de caravanas. En los tiempos de Pompeyo Magno, la autonomía nabatea en Jordania se vio amenazada, y finalmente, en el 105 d. C., los romanos anexaron gran parte de la actual Jordania a su imperio, bajo el nombre de Arabia Pétrea, con Petra como capital. La provincia intentaría alzarse en el siglo III, sin éxito.
En el siglo VII, la actual Jordania sería conquistada por el califa Omar, pero en el año 1100, durante la Primera Cruzada, Balduino I de Jerusalén realizaría diversas incursiones en la llamada Transjordania (en francés Outre-Jordain, que significa "más allá del Jordán", con el objetivo de controlar a las caravanas de camellos que cruzaban los territorios de la actual Jordania. Durante las cruzadas, los francos se hicieron con el control de toda la región. Transjordania se convirtió entonces en el señorío de Transjordania, vasallo del Reino de Jerusalén, que duró hasta 1189, año en que Saladino ocupó toda Transjordania, y se mantuvo bajo el gobierno de la dinastía ayubí hasta que en 1259 pasa a manos de los mamelucos y, en 1517, a manos de los otomanos.
La expansión del Imperio otomano, en los tiempos de Selim I, chocó directamente con el Imperio safávida, en el siglo XVI, quedando los territorios de Jordania atrapados en el medio. Luego de la decadencia Safávida, los territorios al este del Jordán fueron administrados por los turcos otomanos desde 1518. Entre 1900 y 1908, los ocupantes otomanos iniciaron la construcción del ferrocarril del Hiyaz, que atravesaba Jordania, con el objetivo de facilitar la peregrinación a La Meca desde Damasco y el envío de tropas a las naciones árabes. Este ferrocarril mejoró el desarrollo de Jordania, no obstante, el resentimiento árabe contra la ocupación turca no fue atenuada.
Durante la Primera Guerra Mundial, Gran Bretaña se aprovechó del nacionalismo árabe, y después de prometer la creación de un estado árabe independiente que abarcaría Arabia, Siria, Líbano, Palestina, Jordania e Irak, promovió la Rebelión árabe. De esta manera, las tropas árabes, apoyadas por oficiales británicos como Lawrence de Arabia, lograron derrotar a los turcos y alemanes en el Medio Oriente, y el ferrocarril de Hiyaz sufrió acciones de sabotaje, especialmente en Jordania. La caída del puerto de Aqaba en manos árabes en 1917 condenó a las fuerzas turcas, aunque la guerra no acabaría hasta septiembre de 1918.
Al finalizar la guerra, de acuerdo a lo acordado, el Imperio otomano fue desmembrado, pero los Acuerdos Sykes-Picot fueron revelados, tratados que significaban la repartición del Medio Oriente entre Gran Bretaña y Francia, traicionándose la causa árabe. Gran Bretaña recibió, de la Sociedad de Naciones el mandato sobre gran parte del Medio Oriente, incluyendo el territorio que ahora comprende a Israel, Jordania, Cisjordania, la Franja de Gaza, y Jerusalén. Ante la necesidad de comunicar Irak con Palestina, ambas bajo mando británico, se definió la forma actual del estado jordano.
En 1922, los británicos dividieron el Mandato Británico de Palestina y Transjordania al establecer el emirato semiautónomo de Transjordania al este del río Jordán, gobernado por el príncipe hachemita Abdalá I, aunque continuaba la administración de Palestina bajo un alto comisionado británico. El mandato sobre Transjordania terminó el 22 de mayo de 1946; el 25 de mayo, el país se convirtió en el independiente Reino Hachemita de Transjordania con Abdalá I como primer Rey de Jordania, no obstante, su tratado especial de defensa con el Reino Unido no finalizaría hasta 1957.

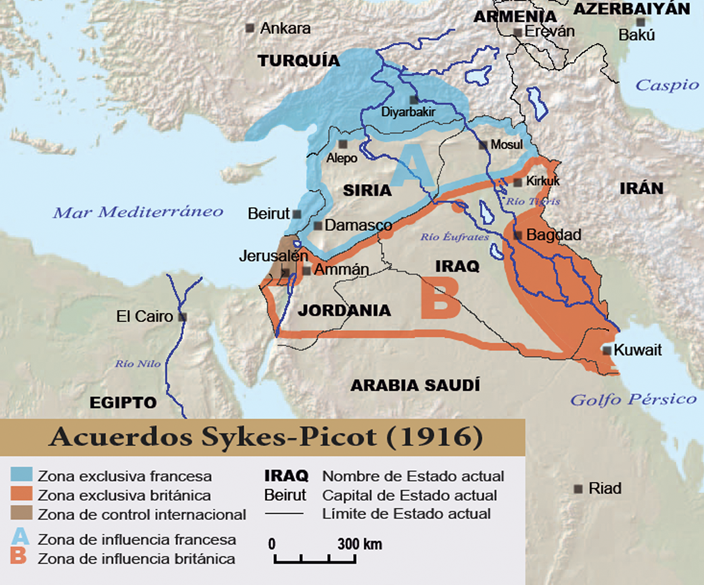
En los Acuerdos Sykes-Picot, el Reino Unido consiguió el dominio de Jordania, que obtuvo un corredor desértico al este para comunicar Irak con Transjordania, ambas ocupadas por los británicos.

El Reino de Transjordania fue uno de los estados árabes que se movilizó para ayudar a los nacionalistas palestinos contrarios a la creación de Israel en mayo de 1948, y tomó parte en la guerra entre los estados árabes y el Estado de Israel (véase guerra árabe-israelí de 1948). Los armisticios del 3 de abril de 1949 dejaron a Jordania el control de Cisjordania, que propuso que las líneas de demarcación fueran sin perjuicio a los futuros establecimientos o límites territoriales.
En 1950, el país adoptó el nombre de Reino Hachemita de Jordania al incluir aquellas porciones de Palestina anexadas por el rey Abdalá. Mientras reconocía la administración jordana sobre Cisjordania, los Estados Unidos mantuvieron la posición de que la adjudicación definitiva de la soberanía del territorio debía fijarse en nuevos tratados.
Después de que Siria y Egipto se unieran bajo la República Árabe Unida en 1958, los reinos hachemitas de Jordania e Irak se unieron bajo el nombre de Federación Árabe de Irak y Jordania. No obstante, un golpe de Estado militar en Irak, encabezado por Abdul Karim Qasim, acabó la unión con Jordania. Esta luego firmó un pacto de defensa mutua en mayo de 1967 con Egipto, y por lo tanto participó en la guerra de los Seis Días entre Israel y los Estados árabes de Siria, Egipto e Irak. Durante la guerra, Israel logró el control de la Cisjordania y de Jerusalén Este.
La guerra de 1967 condujo a un dramático aumento en el número de palestinos que vivían en Jordania. El número de refugiados palestinos que acogía —700.000 en 1966— creció en otros 300.000 de la Cisjordania. El período siguiente a la guerra de 1967 vio un gran aumento en el poder y la importancia de los elementos de resistencia palestinos (fedayín) en Jordania. Los fuertemente armados fedayines constituyeron una amenaza creciente a la soberanía y seguridad del Estado hachemita, con los que estalló una lucha abierta en junio de 1970.

Avance de Israel por Cisjordania, entonces administrada por Jordania, durante la guerra de los Seis Días.

Otros gobiernos árabes intentaron preparar una solución pacífica, pero en septiembre, las acciones de los fedayines continuaron en Jordania —incluyendo la destrucción de tres aviones comerciales internacionales secuestrados y retenidos en el desierto al este de Amán— incitó al gobierno actuar para recuperar el control sobre su territorio y población. En el choque resultante, conocido como Septiembre Negro un destacamento de tanques sirios penetró en el norte de Jordania para apoyar a los fedayines, pero fuerzas jordanas le obligaron a retirarse. Para el 22 de septiembre, cancilleres árabes reunidos en El Cairo habían acordado un cese al fuego que entraría en vigor al día siguiente. La violencia esporádica continuó; no obstante, en julio de 1971 las fuerzas jordanas lograron una decisiva victoria sobre los fedayines y los expulsaron del país.
No hubo combates en la línea de alto al fuego de 1967 del río Jordán durante la guerra de Yom Kipur en octubre de 1973, pero Jordania envió una brigada a Siria a pelear contra las unidades israelíes en territorio sirio. En 1988, Jordania renunció a todas las reclamaciones sobre la Cisjordania, pero retuvo un rol administrativo hasta la solución final del conflicto de soberanía sobre el territorio, y su tratado de 1994 con Israel le permitió conservar el control en los santos lugares musulmanes en Jerusalén. El Gobierno estadounidense considera la Cisjordania como territorio ocupado por Israel y cree que su situación final debe ser determinada mediante negociaciones directas entre las partes involucradas sobre la base de las resoluciones 242 y 338 del Consejo de Seguridad de la ONU.
Jordania no participó en la guerra del Golfo de 1990-91, aunque mostró simpatía por el régimen de Saddam Hussein. En 1991, Jordania acordó junto con Siria, el Líbano y representantes palestinos, participar en negociaciones de paz directas con Israel patrocinado por los Estados Unidos y Rusia. Negoció un cese a las hostilidades con Israel y firmó una declaración con ese efecto el 25 de julio de 1994. Como resultado, un tratado de paz jordano-israelí se concluyó el 26 de octubre de 1994. Después del inicio de la intifada de Al-Aqsa en septiembre de 2000, el gobierno jordano se ofreció a mediar entre ambas partes. Jordania ha buscado desde entonces estar en paz con todos sus vecinos.